# Vescomtat de Rocamora
El Vescomtat de Rocamora és un títol nobiliari espanyol creat el 24 de desembre de 1848, com a vescomtat previ al marquesat de Molins, després convertit en perpetu, a favor de Mariano Roca de Togores y Carrasco, I marquès de Molins
Mariano Roca de Togores y Carrasco era fill de Luis de Francia Roca de Togores y Valcárcel, II comte de Pinohermoso, vescomte de Casa Grande i de María Francisca de Paula Carrasco y Arce, VI comtessa de Villaleal.

## Vescomtes de Rocamora
|                       | Titular                                                   | Període               |
| Creació per Isabel II | Creació per Isabel II                                     | Creació per Isabel II |
| --------------------- | --------------------------------------------------------- | --------------------- |
| I                     | Mariano Roca de Togores y Carrasco                        | 1848-1889             |
| II                    | José Ventura Roca de Togores y Aguirre-Solarte            | 1889-                 |
| III                   | Fernando Roca de Togores y Aguirre-Solarte                |                       |
| IV                    | Juan Luis Roca de Togores y Caballero                     |                       |
| V                     | María de los Ángeles Roca de Togores y Martínez de Campos |                       |
| VI                    | Myriam Granzow de la Cerda y Roca de Togores              | 1987-actual titular   |

## Història dels vescomtes de Rocamora
- Mariano Roca de Togores y Carrasco (1882-1889), I vescomte de Rocamora, I marquès de Molins.

1. Casat amb María Teresa Roca de Togores y Alburquerque.
2. Casat amb María del carmen de Aguirre-Solarte y Alcíbar. El succeí el seu fill:

- José Ventura Roca de Togores y Aguirre-Solarte, II vescomte de Rocamora, II marquès de Molins.

1. Casat amb Juana Inocencia Polo y Blanco. Sense descendents. El succeí el seu germà:

- Fernando Roca de Togores y Aguirre-Solarte, III vescomte de Rocamora, III marquès de Molins, I marquès de Rocamora.

1. Casat amb María del Carmen Caballero y Saavedra, IV marquesa del Villar. El succeí el seu fill:

- Juan Luis Roca de Togores y Caballero (n. en 1897), IV vescomte de Rocamora.

1. Casat amb María de los Ángeles Martínez de Campos y de San Miguel, filla de Miguel Martínez de Campos i Rivera Antón Olavide, I marquès de Baztán. El succeí la seva filla:

- María de los Ángeles Roca de Togores y Martínez de Campos, V vescomtessa de Rocamora.

1. Casat amb Fernando Granzow de la Cerda y Chaguaceda, III duc de Parcent, XII comte del Villar (títol diferent del marquesat del Villar), XII comte de Contamina. El succeí la seva filla:

- Myriam Granzow de la Cerda y Roca de Togores, VI vescomtessa de Rocamora, actual vescomtessa.